# اکمی (پنسیلوانیا)
اکمی (به انگلیسی: Acme) یک منطقهٔ مسکونی در ایالات متحده آمریکا است که در پنسیلوانیا قرار دارد.